# Dia Internacional do Bombeiro
O Dia Internacional do Bombeiro (em inglês, International Firefighters' Day (IFFD)) é comemorado em 4 de maio.
Foi instituído após o recebimento de inúmeros e-mails de todo o mundo em 4 de maio de 1999 devido a morte de cinco bombeiros em trágicas circunstâncias em um incêndio na Austrália em 2 de dezembro de 1998.
O 4 de maio é o dia tradicional dos bombeiros em vários países da Europa, porque é o dia de São Floriano, patrono dos bombeiros.
No Brasil, o Dia do Bombeiro é comemorado em 2 de julho. Essa data foi instituída pelo Decreto nº 35 309, de 2 de abril de 1954, e homenageia a criação do Corpo Provisório de Bombeiros da Corte, fundado em 2 de julho de 1856, no Rio de Janeiro, por iniciativa do imperador Dom Pedro II.